# Drahomír Kolder

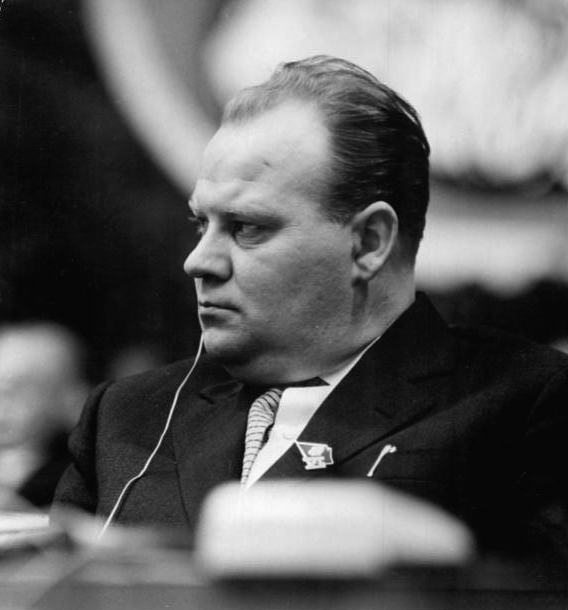
Drahomír Kolder

Drahomír Kolder (* 29. Dezember 1925 in Ostrava; † 20. August 1972 in Prag) war ein tschechoslowakischer kommunistischer Politiker und hoher Funktionär der kommunistischen Partei KSČ. Er war einer der bekanntesten Befürworter der Niederschlagung des Prager Frühlings.
Kolder, dem ursprünglichen Beruf nach ein Bergmann, trat 1945 der KSČ bei und schlug eine professionelle Laufbahn des Parteipolitikers an. Seit 1946 bekleidete er zahlreiche Funktionen der kommunistischen Jugendorganisation ČSM und der Partei. 1952–1954 studierte er an der Parteihochschule des ZK der KPTsch. 1954–1958 war Kolder Abteilungsleiter im ZK der KSČ, 1958–1962 Parteisekretär im wichtigen Bezirksverband der Partei in Ostrava, 1958 wurde er Kandidat, 1961 Mitglied und 1962 Vorstandsmitglied des Zentralkomitees, seit 1962 ebenfalls Sekretär des ZK für ökonomische Angelegenheiten; seit 1963 leitete er die Parteikommission (sogenannte Kolder-Kommission) für die Überprüfung der politischen Prozesse. 1960–1969 war er Abgeordneter des Parlaments.
Während des Prager Frühlings 1968 gehörte er zum konservativen Flügel der KSČ. Er gehörte zu den Parteifunktionären, die den Einladungsbrief an Leonid Breschnew unterzeichneten, in dem eine sowjetische Einmischung gefordert wurde.
Nach dem Einmarsch der sowjetischen Truppen erklärte Kolder zusammen mit anderen Unterzeichnern, sie hätten „nie etwas gegen das Volk unseres Landes getan, was nicht im Einklang mit der Ehre eines Kommunisten und Bürgers der ČSSR stünde“.
Trotz seiner konservativen Ausrichtung verlor er nach August 1968 nach einer Unterschriftenaktion der Parteibasis die meisten wichtigen Parteifunktionen und arbeitete an der Botschaft in Sofia in Bulgarien. Nach seiner Rückkehr 1969 stand er (obwohl ZK-Mitglied) eher abseits der parteipolitischen Geschehens. Im Oktober 1969 wurde er Mitglied des Büros für die Parteiarbeit im tschechischen Teil der Republik.
Im Oktober 1969 wurde Drahomír Kolder in der Regierung Oldřich Černík III Vorsitzender des Volkskontrollausschusses (im Rang eines Ministers) und behielt diese Regierungsämter auch in den Regierungen Štrougal I und Štrougal II.
Nach der Wende wurde Kolder im Dezember 1989 posthum aus der KSČ ausgeschlossen.